# Alan Gevaert
Alan Gevaert is een Belgische bassist. Hij speelde op albums van dEUS ook mandoline en berimbau.

## Biografie
Gevaert begon zijn carrière bij de in Gent neergestreken Amerikaanse blueszanger Chris Whitley met wie hij onder de bandnaam A Noh Rodeo één album uitbracht. Chris Whitley zou met Gevaerts zus Hélène een dochter krijgen, genaamd Trixie Whitley. Gevaert maakt deel uit van Trixie Whitleys liveband.
Na zijn samenwerking met Chris Whitley was Gevaert bassist bij Twee Belgen, bij Arno's Charles & The White Trash European Blues Connection en bij Jasper Steverlinck. In 2004 verving Gevaert Danny Mommens als bassist bij dEUS. Tijdens een hiatus van dEUS trad hij met Mauro Pawlowski en Stéphane Misseghers op als de Tango Boys genoemd naar een Oostenrijkse electroband The Tango Boys.
Gevaert speelt tot slot basgitaar bij Chantal Acda van Isbells en speelt ook regelmatig mee met Tom Barmans band Magnus.

## Discografie

### Albums[10]
- Allan Fawn - The Third Man (1984)
- Starvin Marvin & The Paranoid Androids - Untittled (1985)
- Twee Belgen - Trop Petit (1985)
- Kazzen - Straatlopen (1987)
- Sarah McLachlan - Solace (1991)
- Chris Whitley - Living with the Law (1991)
- Chris Whitley - Din of Ecstasy (1995)
- Chris Whitley - Terra Incognita (1997)
- Charles & The White Trash European Blues Connection - Untittled (1998)
- Arno - Le EP (1999)
- Arno - Le European Cowboy (1999)
- dEUS - Pocket Revolution (2005)
- dEUS - Vantage Point (2008)
- Cali - La Vie est une Truite Arc-en-Ciel qui Nage dans mon Coeur (2010)
- dEUS - Keep You Close (2011)
- dEUS - Following Sea (2012)
- Expats - Cover sessions (2014)
- Chantal Acda - Live in Dresden (2014)